# Roost Records
Roost Records est une label discographique indépendant américain de jazz et rhythm and blues, actif de 1949 à 1958. 

## Histoire
Roost Records est formé à New York en 1949 par Arthur Faden, Bill Faden, Monty Kay and Ralph Watkins. Le label produit des disques de jazz, mais aussi quelques titres de rhythm and blues. Les disques portent parfois le nom de Royal Roost, en référence à un nightclub new-yorkais auquel il était associé.
Roost reste connu pour avoir compté parmi ses artistes le jeune Stan Getz. En 1958, le label est racheté par Morris Levy, le patron de Roulette Records. Levy continue à utiliser sporadiquement le nom de Roost sur certains disques jusqu'en 1971

## Artistes
Les principaux artistes du label sont notamment : Stan Getz, Kai Winding , Bud Powell, Dizzy Gillespie, Sonny Stitt, Eddie « Lockjaw » Davis, Johnny Smith, et Seldon Powell.